# Гурьевы
Гу́рьевы — русские графские и несколько нетитулованных дворянских родов.

## Дворяне Гурьевы
В России было несколько нетитулованных родов Гурьевых и четыре из них внесены в Гербовник:
1. Первый из них происходит от псковских городовых дворян Осипа и Ивана Дмитриевичей Гурьевых, пожалованных поместьями в Московском и Тверском уездах (1550—1552). Род пресёкся (1802)[2] (Герб. Часть VII. № 26).
2. Гурьевы, родоначальник которых жалован поместьем (1624) (Герб. Часть II. № 109).
3. Потомство Воина Григорьевича, за которым состояло поместье Вахрово в Костромской губернии (1627) (Герб. Часть XII. № 63).
4. Потомство Степана Дмитриевича, за которым состояло имение (1686) (Герб. Часть XII. № 111).
5. Потомки Кузьмы Григорьевича, возведённого в дворянское достоинство Петром I. К этому роду принадлежат графы Гурьевы (в Гербовник не внесены)[3].

Роды Гурьевых были внесены в V и VI части родословной книги Калужской, Московской и Тульской губерний.
Восемь родов Гурьевых, внесённых в VI часть родословной книги Костромской, Орловской, Калужской, С.-Петербургской, Новгородской и Тульской губерний, восходят к XVII веку, один — к XVIII веку. Неизвестно, к которому из этих родов принадлежали Семён, Иван и Пётр Гурьевы, сосланные (1762) на Камчатку и в Якутск за заговор в пользу Ивана Антоновича. Ещё десять дворянских родов Гурьевых из выслуженного дворянства (после 1722).

### История наиболее старого дворянского рода Гурьевых
По родословной этого рода Гурьевых, родоначальник Василий Степанович выехал из Чернигова с великим князем Юрием Васильевичем и пожалован поместьем в Тарусском уезде, но в истории данный князь не отмечен, по видимому идёт речь о Юрии Владимировиче Долгоруком († 1238), но тогда в приводимой ими родословной не достаёт нескольких колен.
У Василия Степановича был сын Гурий, от которого пошёл род и фамилия.
Андрей, Тимофей, Иван, Андрей, Степан и Лев Васильевичи владели поместьями в Вотской пятине (1500). В Дворовой тетради записаны Пётр Иванович по Зубцову, Игнат и Васюк Васильевичи по Тарусе (1537). Псковский сын боярский Иван Дмитриевич зачислен в состав московского дворянства (1550), брат его Осип жалован поместьем (1552), потомство его владело поместьями в Тверском и Зубцовском уездах. Асан Гурьев голова в походе к Юрьеву (1556), стрелецкий голова (1562).  Пимен, Иван и Наум Салтановичи поручились по князю В. С. Серебряному (1565). Ковёр Чулков поручился по князю Ивану Фёдоровичу Мстиславскому (1571). В битве при Молодях погибли Григорий Игнатьевич, Неустрой, Иван и Напрасный Розметневы, Данила Пименович (июль 1572). В последней четверти XVI столетия в Новгороде проживало двенадцать представителей рода.
Пётр и Лев Анисимовичи получили грамоты от Сигизмунда I на вотчины в Костромском и Ростовском уездах (1610). Афанасий Иванович за подмосковную службу получил денежную придачу (1611), с детьми и племянниками находился в польском плену (1613). Калужский городовой дворянин Пётр-Наум Гурьев пожалован московским дворянином (1627-1629), его потомство внесено в родословную книгу Тульской губернии. Белёвский помещик Михаил Романович объезжий голова в Москве (1632).
Четырнадцать представителей рода владели населёнными имениями (1699).

## Графы Гурьевы
Дмитрий Александрович, внук Григория Кузьмича из ветви Наума возведён в графское достоинство. Дмитрий Александрович, был министром финансов и получил титул графа (1819). Из его сыновей, Александр (1786—1865) был председателем департамента экономии в государственном совете, а Николай (1789—1849) — посланником в Гааге, Риме и Неаполе.

## Описание гербов

### Герб Гурьевых 1785 г.
В Гербовнике Анисима Титовича Князева 1785 года имеется изображение печати с гербом прокурора коммерц-коллегии (1775—1777), писателя Петра Васильевича и Александра Васильевича Гурьевых: серебряное поле щита, имеющее круглую форму, разделено крестообразно на четыре части, в середине которых малый щиток с золотым лапчатым крестом. В правой, верхней части белый орёл с распростёртыми крыльями и повёрнутой головой влево. В левой, верхней части, человек в красном одеянии держит в левой руке поднятую саблю. В правой, нижней части, рука в чёрном с саблей. В левой, нижней части, коричневый трёхмачтовый корабль. Щит увенчан дворянской короной (дворянский шлем и намёт отсутствуют). Щитодержатели: два льва, с высунутыми языками и поднятыми хвостами.

### Герб рода. Часть VII. № 26
В щите, разделённом надвое, в правой половине в серебряном поле виден с левой стороны выходящий чёрный одноглавый орёл с распростёртым крылом, а в левой половине в голубом поле изображена в серебряные латы облечённая рука с саблею.
Щит увенчан дворянскими шлемом и короной. Нашлемник: три страусовых пера. Намёт на щите голубой, подложенный серебром. Герб рода Гурьевых внесён в Часть 7 Общего гербовника дворянских родов Всероссийской империи, стр. 26.

### Герб рода. Часть II. № 109.
Щит разделён горизонтально на две части, из которых в верхней в красном поле видна половина чёрного орла одноглавого с распростёртыми крыльями. В нижней части в голубом поле означена рука в латах, из облака выходящая, с серебряной саблей (польский герб Малая Погоня). Щит увенчан обыкновенным дворянским шлемом с дворянской на нём короной и тремя страусовыми перьями. Намёт на щите голубого и красного цвета, подложен серебром.

### Герб рода. Часть XII № 63
Герб рода потомства Воина Григорьева: Щит поделён горизонтально на две неравные части. В большей нижней части, в голубом поле, рука в серебряных латах, выходящая из левой стороны шита, держит серебряный изогнутый меч. В верхней меньшей части, в золотом поле, красный орёл с распростёртыми крыльями. Щит увенчан дворянским коронованным шлемом. Нашлемник — вытянутая вверх рука в серебряных латах держит серебряный изогнутый меч. Намёт справа голубой с серебром, слева — красный с золотом.

### Герб графа Гурьева
Щит разделен горизонтально на две части из коих в верхней в красном поле видна половина черного одноглавого орла с распростертыми крыльями. В нижней части в голубом поле означена рука в латах из облак выходящая с серебряною саблей вверх поднятой. Щит покрытый Графскою короною имеет на поверхности шлем, увенчанный графскою же короною, над которой виден черный двуглавый коронованный орел, имеющий на груди щиток пурпурного цвета с изображением вензелового Нашего имени. Намет на щите голубого и красного цвета, подложенный серебром. Щит держат с правой стороны лев, а с левой единорог.

## Известные представители
- Гурьев Афанасий Худербин — тарусский городовой дворянин (1618).
- Гурьев Пётр Наумович — калужский городской дворянин (1627—1629).
- Гурьев Михаил Романович — белёвский городской дворянин (1627-1629), московский дворянин (1629) († 1634).
- Гурьевы: Степан Пименович и Афанасий Михайлович — московские дворяне (1627—1640).
- Гурьевы: Иван Петрович и Иван Пименович — московские дворяне (1627—1658).
- Гурьев Иван — воевода в Пронске (1664-1665).
- Гурьев Дивей Гурьевич — московский дворянин, воевода в Воротынске (1678—1679).
- Гурьевы: Лаврентий Потапович, Иван Тимофеевич, Дивей Фёдорович, Елизар Тарасьевич, Данила и Данила Ивановичи — московские дворяне в (1668—1692).
- Гурьев Михаил Степанович — стольник (1687-1692), воевода в Мещовске (1691—1693).
- Гурьевы: Кузьма Сильверстович, Иван Иванович, Денис Афанасьевич — стольники (1687—1692).
- Гурьевы: Лука Максимович, Иван Андреевич, Василий Данилович — стряпчие (1692).
- Гурьев Михаил Иванович — московский дворянин, воевода в Лихвине (1699)[13][14].